# Банда, Тандиве
Тандиве Банда (1971/1972 г.р.) — замбийская учительница политологии, которая была первой леди Замбии с июня 2008 года по сентябрь 2011 года. Банда, которой было за 30, когда она заняла этот пост в 2008 году, была самой молодой первой леди в истории Замбии. Она была второй женой бывшего президента Рупии Банды до его смерти в марте 2022 года.

## Биография
Первая жена Рупии Банды, Хоуп Мванса Макулу, умерла в 2000 году. Он и его вторая жена Тандиве Банда поженились в 2000-х, несмотря на почти сорокалетнюю разницу в возрасте. На момент их свадьбы ему было около 70 лет, а ей было за 30. Тандиве и Рупия Банда — родители близнецов, Темвани и Дунии, чьё зачатие стало неожиданностью для обоих, согласно интервью, которое она дала BBC Africa.
Банда был избран президентом в 2008 году, что сделало Тандиве Банда самой молодой первой леди в истории Замбии. Во время своего пребывания в должности Банда выступала за создание официального офиса первой леди с бюджетом, финансируемым государством, для поддержки её общественных обязанностей и благотворительной деятельности. Во время своего пребывания в должности она сосредоточилась на женских проблемах, включая здравоохранение и уход за детьми. Банда выступала за ужесточение законодательства для наказания виновных в домашнем и сексуальном насилии. Она также была сторонницей работы неправительственных организаций (НПО), действующих в Замбии.
20 декабря 2011 года правительственная газета Times of Zambia опубликовала статью, в которой утверждалось, что правительство конфисковало несколько объектов собственности Тандиве Банда, в том числе отель в Малави стоимостью в миллиарды квач. Банда назвала обвинения ложными и потребовала извинений и опровержения, от чего газета сначала отказалась. В январе 2012 года Тандиве подала иск о клевете против Times of Zambia и её главного редактора. В октябре 2012 года газета принесла извинения и отозвала статью, но судебный процесс против газеты продолжился. Тандиве Банда выиграла иск о клевете против Times of Zambia в мае 2014 года. Суд присудил ей компенсацию в размере тысяч квач.
В 2014 году у Банды диагностировали рак груди, и она поехала в соседнюю Южную Африку за медицинской помощью. Вернулась в Замбию 10 января 2015 года после нескольких месяцев лечения.